# 임대형 민자사업
임대형 민자사업(賃貸形民資事業)은 민간이 시설을 건설하되 운영권은 정부가 소유하는 형태의 사업을 뜻한다. 건설(Build), 이전(Transfer), 임대(Lease)순으로 이루어진다고 하여 BTL 사업이라고도 불린다.
자체적으로 수입 창출이 힘든 시설을 대상으로 이루어지며, 민간 사업자에겐 건설권은 주어지지만 운영권은 주어지지 않는다. 운영권은 정부에게 건설 시설물을 기부 채납하는 형식으로 정부가 소유하게 되며, 그 대신에 정부는 시설물을 시공한 민간 사업자에게 임대료를 지불하게 된다.
이 때문에 수익형 민자사업에 비해서는 민간 사업자의 사업 자율성이 다소 떨어지지만, 정부로부터 지급받는 임대료를 통해 수익형 민자사업에 비해 일정한 수익을 올릴 수 있다는 장점을 가지고 있는 것이 특징이다.

## 주요 실적
- 서해선 (수도권 광역철도)
- 부전-마산간 복선전철
- 전라선 익산 ~ 신리
- 경전선 함안 ~ 진주

## 같이 보기
- 수익형 민자사업 (BTO)